# Битва на ранчо Лас-Чаркас
Битва на ранчо Лас-Чаркас - відбулася, коли після перемоги при Сан-Мігеліто, Морасан знову вирушив щоб зайняти позиції навколо Гватемала-Сіті, щоб відновити облогу міста, але був перестрітий п'ятьма сотнями чоловік консервативної армії  очолених полковником Прадо. Морасан, маючи перевагу розгромив армію Прадо яка була змушена тікати до столиці переслідувана кавалерією, в результаті чого на полі битви лишилося дев'яносто загиблих. Ця перемога дозволила Морасану послабити гарнізон Гватемала-сіті, тому коли після підготовки його армія пішла на штурм столиці Гватемали 10 квітня, місто капітулювало вже через 3 дні боїв, чим завершило громадянську війну в Центральноамериканській федерації.